# Nocturna (powermetalband)
Nocturna is een Italiaanse power- en symfonischemetalband. De band is opgericht in 2021 en wordt gekenmerkt door de tweekoppige vrouwelijke zang met verschillende zangstemmen en samenzang.

## Geschiedenis

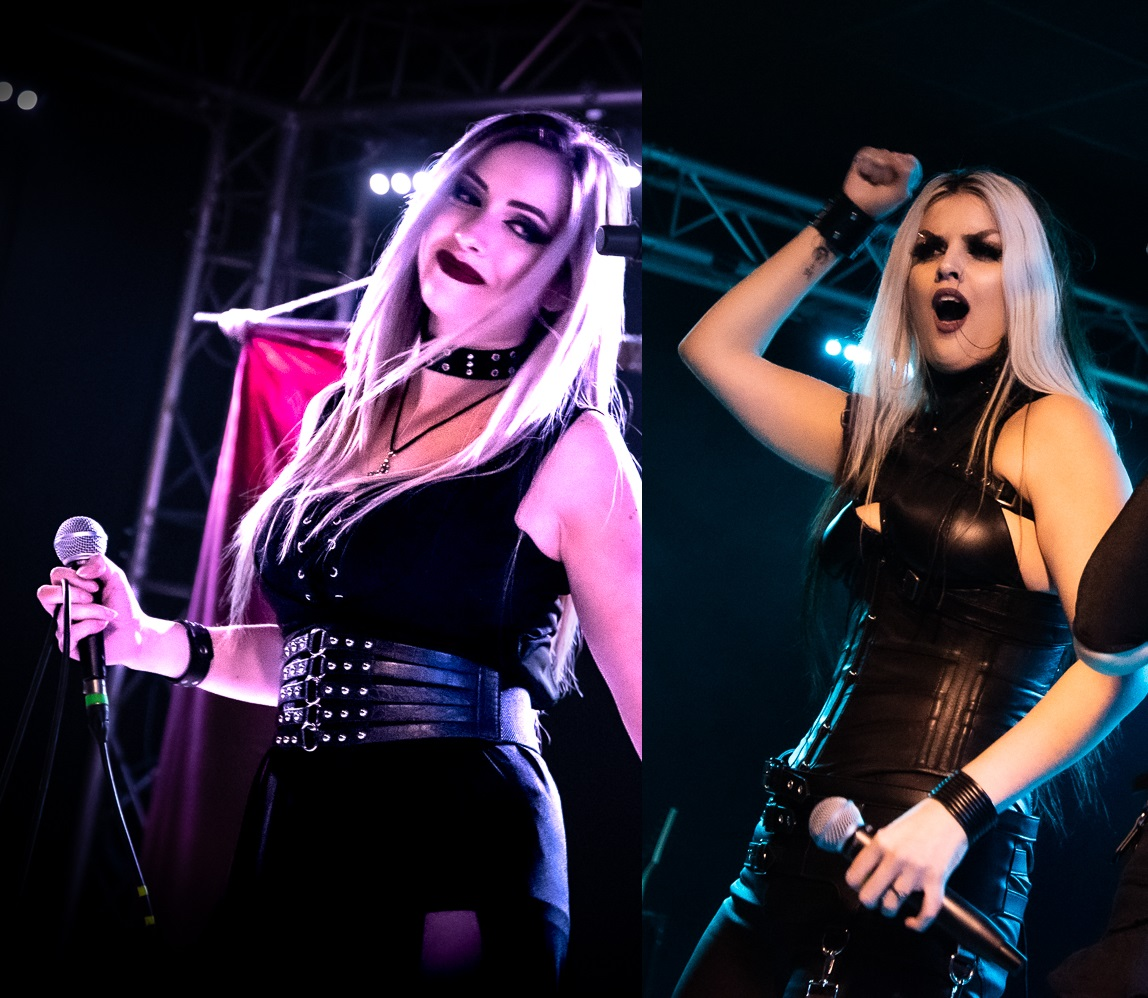
Zangeressen Serena Cetra (links) en Greta Cancelosi (rechts)

Nocturna werd in 2021 opgericht in Milaan door zangeressen Serena Cetra, Greta Cangelosi en gitarist en producer Federico Mondelli. Mondelli had reeds een platencontract bij Scarlet Records met zijn andere bands Frozen Crown en Volturian. Voorafgaand aan de oefensessie hadden Mondelli en de zangeressen elkaar nog nooit ontmoet, omdat ontmoetingen omwille van de coronacrisis moeizaam waren. De eerste ontmoeting vond alsnog later in 2021 plaats. Na een oefensessie van de zangeressen met Mondelli en de twee andere, anonieme bandleden, bood Scarlet Records de band een platencontract aan met daarin de voorwaarde om meerdere albums te maken. Begin 2022 volgde daaruit het debuutalbum Daughters of the Night, dat gemengde recensies opleverde. Op 19 februari dat jaar volgde het eerste optreden van de band.
Op 27 oktober 2021 bracht Nocturna de eerste single uit: New Evil. De videoclip ging viral: al na twee dagen stond de teller op meer dan 100.000 weergaven en na twee maanden op meer dan een miljoen. Op 15 december 2021 volgde de tweede single Daughters of the Night. In januari 2022 maakte Nocturna in een interview bekend nummers voor een tweede album klaar te hebben liggen.
In oktober 2023 werd het debuutalbum voor de tweede maal herdrukt.
In februari 2024 werd het tweede album genaamd Of Sorcery and Darkness aangekondigd.

## Stijl
Nocturna maakt power- en symfonische metal, zowel met gothic- en gotische invloeden, alsmede een mengeling van verschillende stijlen. Ook in de videoclips komen de gotische invloeden naar voren. Terugkerende thema's zijn liefde en tragedie. In de videoclips en tijdens optredens dragen alle bandleden behalve de zangeressen maskers. De identiteiten van de basgitarist en drummer zijn niet bekendgemaakt.
Zangeres Grace Darkling heeft een diepe, krachtige stem; zangeres Rehn Stillnight wordt door haar operazang vergeleken met Tarja Turunen.

## Discografie

### Albums
| Jaar | Titel                   |
| ---- | ----------------------- |
| 2022 | Daughters of the Night  |
| 2024 | Of Sorcery and Darkness |

### Singles

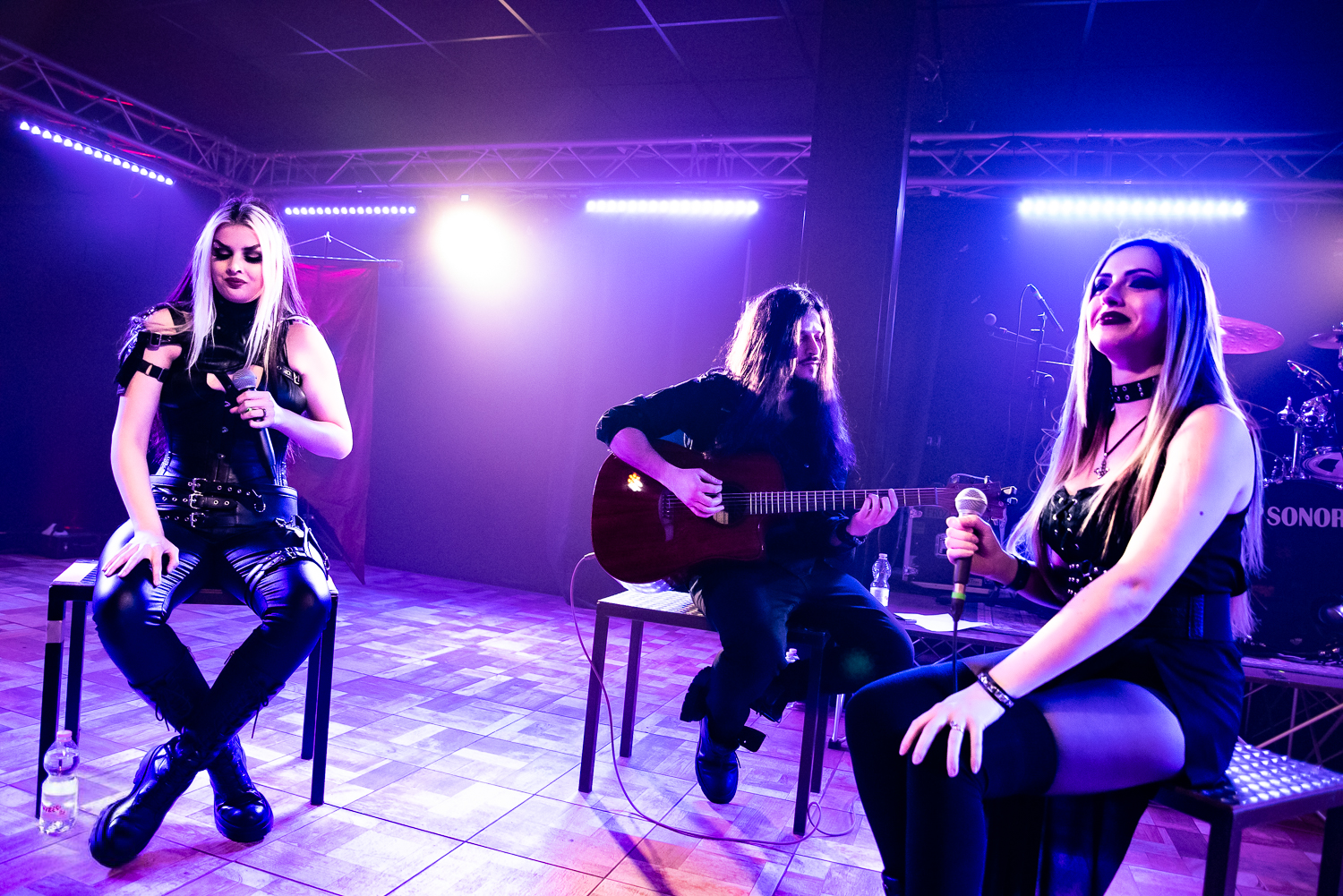
Nocturna tijdens een akoestisch liveoptreden (2023)

| Jaar | Titel                  | Album                   |
| ---- | ---------------------- | ----------------------- |
| 2021 | New Evil               | Daughters of the Night  |
| 2021 | Daughters of the Night | Daughters of the Night  |
| 2022 | The Sorrow Path        | Daughters of the Night  |
| 2023 | Blood of Heaven        | Daughters of the Night  |
| 2024 | Seven Sins             | Of Sorcery and Darkness |
| 2024 | Strangers              | Of Sorcery and Darkness |
| 2024 | Creatures Of Darkness  | Of Sorcery and Darkness |

### Promotionele singles
| Jaar | Titel                          | Opmerkingen                            |
| ---- | ------------------------------ | -------------------------------------- |
| 2022 | Sea of Fire (acoustic version) | akoestische uitvoering van Sea of Fire |